# Andreas Isaksson
Jan Andreas Isaksson (wym. [anˈdreːas ˈɪːsaksɔn]; ur. 3 października 1981 w Trelleborgu) – szwedzki piłkarz występujący na pozycji bramkarza.

## Kariera klubowa
Karierę rozpoczął w szwedzkim Trelleborgs FF. W 1999 roku jako perspektywiczny zawodnik został kupiony przez włoski Juventus F.C. W klubie z Turynu pierwszym bramkarzem był Edwin van der Sar. Młody Isaksson nie wygrał z nim rywalizacji i nie wystąpił w żadnym oficjalnym meczu Juventusu. W 2001 roku powrócił do Szwecji. Z myślą o grze w pierwszym zespole podpisał kontrakt z Djurgårdens IF. W barwach tego zdobył dwukrotnie mistrzostwo kraju (2002, 2003), krajowy puchar (2003) oraz był przez cztery lata z rzędu wybierany najlepszym bramkarzem ligi (2002-2005).
W lipcu 2004 roku podpisał kontakt z francuskim Stade Rennais, gdzie zwrócił uwagę ekspertów. Po udanym występie na Mistrzostwach Świata w 2006 roku został kupiony przez angielski klub Manchester City za 2 miliony funtów. Miał tam zastąpić jako pierwszego bramkarza Davida Jamesa. Isaksson doznał kontuzji kolana i kostki, a w międzyczasie do składu wskoczył Nicky Weaver. Szwedzki bramkarz w barwach Manchesteru City debiutował 6 grudnia 2006 roku w czasie derbowego meczu z Manchesterem United, gdzie zastąpił kontuzjowanego Weavera.
W 2008 roku odszedł do PSV Eindhoven za 2,8 miliona euro. W lipcu 2012 roku podpisał trzyletni kontrakt z Kasımpaşą. Latem 2016 wrócił do Djurgårdens.

## Kariera reprezentacyjna

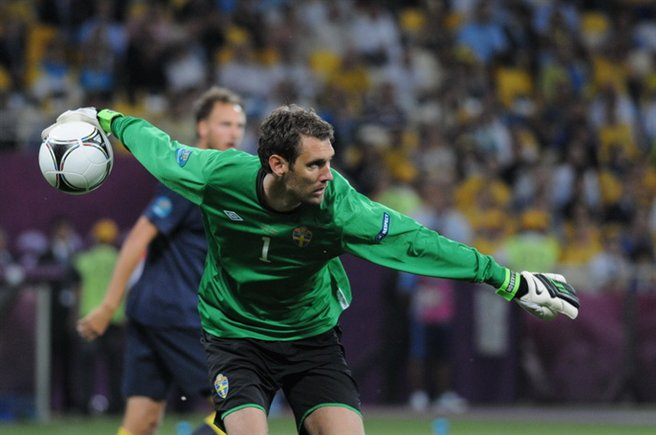
Isaksson w reprezentacji narodowej.

W reprezentacji Szwecji debiutował 27 marca 2002 w meczu przeciwko Szwajcarii (1:1). Był uczestnikiem Mistrzostw Świata 2002 (tylko jako rezerwowy), Euro 2004 (Isaksson rozegrał wszystkie 4 mecze, a Szwedzi odpadli w ćwierćfinale), Mistrzostw Świata 2006 (Szwedzi odpadli w 1/8 finału, a Isaksson rozegrał wszystkie 4 mecze) oraz Mistrzostw Europy 2008 (Isaksson rozegrał wszystkie 3 mecze, a Szwedzi nie wyszli z grupy). Wziął udział na Euro 2012, gdzie jego drużyna nie wyszła z grupy zajmując 3. miejsce za Anglią i Francją.